# Ям (Дедовичский район)
Ям — деревня в Дедовичском районе Псковской области России. Входит в состав Пожеревицкой волости.

## География
Деревня находится в восточной части Псковской области, в зоне хвойно-широколиственных лесов, при автодороге 58К-119, на расстоянии примерно 30 километров (по прямой) к юго-западу от посёлка городского типа Дедовичи, административного центра района.

### Климат
Климат характеризуется как переходный от морского к умеренно континентальному, со снежной мягкой зимой и прохладным летом. Средняя многолетняя температура самого холодного месяца (января) составляет −7,5°С, температура самого тёплого (июля) — +17,4°С. Среднегодовое количество осадков — 603 мм.

### Часовой пояс
Деревня Ям, как и вся Псковская область, находится в часовой зоне МСК (московское время). Смещение применяемого времени относительно UTC составляет +3:00.

## История
В этой деревне, названной историками Ям Запольский, начинались переговоры по итогам Ливонской войны 1558–1583 годов, которые завершились подписанием между Русским государством и Речью Посполитой договора, известного как Ям-Запольский мир. Из-за сожжения Яма в конце Ливонской войны само подписание состоялось в деревне Киверова Гора, место которой точно не локализовано.
С 1995 до 2010 года населённый пункт входил в состав ныне упразднённой Сорокинской волости.

## Население
| 2001 | 2002 | 2010 |
| ---- | ---- | ---- |
| 13   | ↘12  | ↘6   |

Согласно результатам переписи 2002 года, в национальной структуре населения русские составляли 100 %.